# Đại hội Thể thao châu Á 1958
Đại hội Thể thao châu Á 1958, tên chính thức là Đại hội Thể thao châu Á lần thứ ba (tiếng Nhật: 第3回アジア競技大会) thường được gọi là Tokyo 1958 (tiếng Nhật: 東京1958), là một sự kiện thể thao đa môn được tổ chức tại Tokyo, Nhật Bản, từ ngày 24 tháng 5 đến ngày 1 tháng 6 năm 1958. Sự kiện do Liên đoàn Đại hội Thể thao châu Á (Asian Games Federation) điều hành. Tổng cộng có 1.820 vận động viên đến từ 20 Ủy ban Olympic Quốc gia (NOC) châu Á tham gia. Chương trình thi đấu bao gồm 13 môn thể thao với tổng cộng 97 nội dung, trong đó có bốn môn không thuộc chương trình Thế vận hội: judo, bóng bàn, quần vợt và bóng chuyền. Bốn môn thi đấu này – khúc côn cầu trên cỏ, bóng bàn, quần vợt và bóng chuyền – lần đầu tiên được đưa vào chương trình của Đại hội Thể thao châu Á.
Đây là lần đầu tiên Nhật Bản đăng cai tổ chức Đại hội Thể thao châu Á.

## Bối cảnh
Đại hội Thể thao châu Á là một sự kiện thể thao đa môn, tương tự như Thế vận hội Mùa hè (dù quy mô nhỏ hơn), với sự tham dự giới hạn cho các quốc gia châu Á. Kỳ đầu tiên được tổ chức tại thủ đô New Delhi của Ấn Độ vào năm 1951, thu hút 489 vận động viên từ 11 quốc gia.

## Các quốc gia tham dự
Tổng cộng có 1.820 vận động viên đại diện cho 20 quốc gia thành viên của Liên đoàn Đại hội Thể thao châu Á tham gia kỳ Đại hội này – con số kỷ lục. Số lượng quốc gia tham dự cũng cao nhất so với hai kỳ Đại hội đầu tiên.

Phái đoàn Thái Lan đã tổ chức một cuộc họp vào ngày 22 tháng 5 năm 1958 tại Tokyo và đã gửi thư mời đến đại diện của Malaysia, Miến Điện (nay là Myanmar) và Lào. Nội dung cuộc họp nhằm thảo luận về khả năng thành lập một sự kiện thể thao đa môn khu vực tương tự như Đại hội Thể thao châu Á dành cho các quốc gia Đông Nam Á. Từ đó, Đại hội Thể thao Bán đảo Đông Nam Á (SEAP Games) – tiền thân của Đại hội Thể thao Đông Nam Á (SEA Games) – đã ra đời, và kỳ SEAP Games đầu tiên được tổ chức tại Bangkok, Thái Lan vào năm 1959.
| - Afghanistan (8) - Miến Điện (36) - Campuchia (12) - Ceylon (11) - Hồng Kông (80) - Ấn Độ (79) - Indonesia (66) - Iran (83) - Israel (23) - Nhật Bản (287) | - Mã Lai (80) - Nepal (7) - Bắc Borneo (8) - Pakistan (87) - Philippines (152) - Trung Hoa Dân Quốc (136) - Singapore (54) - Hàn Quốc (120) - Việt Nam (32) - Thái Lan (47) |

## Môn thi đấu
Chương trình thi đấu của Đại hội Tokyo 1958 bao gồm 13 môn thể thao với 97 nội dung thi đấu. Trong đó có bốn môn – judo, bóng bàn, quần vợt và bóng chuyền – chưa nằm trong chương trình thi đấu chính thức của Olympic vào thời điểm đó. Môn cầu lông được đưa vào như một môn biểu diễn, và bắt đầu từ năm 1962 đã trở thành môn thi đấu chính thức tại Đại hội Thể thao châu Á. Judo cũng là một môn biểu diễn trong kỳ đại hội này.
| - Điền kinh (31) () - Bóng rổ (1) () - Quyền anh (10) () - Đua xe đạp (6) () - Nhảy cầu (4) () - Khúc côn cầu (1) () - Bóng đá (1) () - Bắn súng (6) () | - Bơi lội (21) () - Bóng bàn (7) () - Quần vợt (5) () - Bóng chuyền (2) () - Bóng nước (1) () - Cử tạ (8) () - Đấu vật (8) () |

## Lễ khai mạc
Lễ khai mạc Đại hội Thể thao Tokyo 1958 được tổ chức vào ngày 24 tháng 5 năm 1958 tại Sân vận động Olympic Quốc gia. Buổi lễ có sự hiện diện của nhiều quan chức và khách mời, trong đó có Nhật hoàng Hirohito, Thái tử Akihito và Quốc vương Iran Mohammad Reza Pahlavi. Khoảng 70.000 người đã tham dự lễ khai mạc.

## Lịch thi đấu
| OC | Lễ khai mạc | ● | Tranh tài | 1 | Chung kết | CC | Lế bế mạc |

| Tháng 5 / Tháng 6, 1958   | T7 24 | CN 25 | T2 26 | T3 27 | T4 28 | T5 29 | T6 30 | T7 31 | CN 1 | Huy chương vàng |
| ------------------------- | ----- | ----- | ----- | ----- | ----- | ----- | ----- | ----- | ---- | --------------- |
| Điền kinh                 |       | 5     | 6     | 6     | 5     | 9     |       |       |      | 31              |
| Bóng rổ                   |       | ●     | ●     | ●     | ●     | ●     | ●     | ●     | 1    | 1               |
| Quyền anh                 |       |       |       |       | ●     | ●     | ●     | 10    |      | 10              |
| Đua xe đạp – Đường trường |       |       |       |       |       |       |       |       | 2    | 2               |
| Đua xe đạp – Lòng chảo    |       | ●     | 1     | ●     | 2     |       | 1     |       |      | 4               |
| Nhảy cầu                  |       |       |       |       | 1     | 1     | 1     | 1     |      | 4               |
| Khúc côn cầu              |       | ●     | ●     | ●     | ●     |       | 1     |       |      | 1               |
| Bóng đá                   |       | ●     | ●     | ●     | ●     |       | ●     | ●     | 1    | 1               |
| Bắn súng                  |       | 1     | 2     | 1     | ●     | 1     | 1     |       |      | 6               |
| Bơi lội                   |       |       |       |       | 6     | 5     | 5     | 5     |      | 21              |
| Bóng bàn                  |       | ●     | ●     | 1     | 1     | ●     | ●     | 5     |      | 7               |
| Quần vợt                  |       | ●     | ●     | ●     | ●     | 2     | 3     |       |      | 5               |
| Bóng chuyền               |       | ●     | ●     | ●     | ●     | ●     | ●     | 2     |      | 2               |
| Bóng nước                 |       |       |       |       | ●     | ●     | ●     | 1     |      | 1               |
| Cử tạ                     |       | 2     | 2     | 2     | 2     |       |       |       |      | 8               |
| Đấu vật                   |       | ●     | ●     | 8     |       |       |       |       |      | 8               |
| Tổng số huy chương vàng   |       | 8     | 11    | 18    | 17    | 18    | 12    | 24    | 4    |                 |
| Nghi lễ                   | OC    |       |       |       |       |       |       |       | CC   |                 |
| Tháng 5 / Tháng 6, 1958   | T7 24 | CN 25 | T2 26 | T3 27 | T4 28 | T5 29 | T6 30 | T7 31 | CN 1 | Huy chương vàng |

## Bảng tổng sắp huy chương
| Hạng                | Đoàn                     | Vàng | Bạc | Đồng | Tổng số |
| ------------------- | ------------------------ | ---- | --- | ---- | ------- |
| 1                   | Nhật Bản (JPN)           | 67   | 41  | 30   | 138     |
| 2                   | Philippines (PHI)        | 8    | 19  | 21   | 48      |
| 3                   | Hàn Quốc (KOR)           | 8    | 7   | 12   | 27      |
| 4                   | Iran (IRI)               | 7    | 14  | 11   | 32      |
| 5                   | Trung Hoa Dân Quốc (ROC) | 6    | 11  | 17   | 34      |
| 6                   | Pakistan (PAK)           | 6    | 11  | 9    | 26      |
| 7                   | Ấn Độ (IND)              | 5    | 4   | 4    | 13      |
| 8                   | Việt Nam (VNM)           | 2    | 0   | 4    | 6       |
| 9                   | Miến Điện (BIR)          | 1    | 2   | 1    | 4       |
| 10                  | Singapore (SGP)          | 1    | 1   | 1    | 3       |
| 11                  | Ceylon (CEY)             | 1    | 0   | 1    | 2       |
| 12                  | Thái Lan (THA)           | 0    | 1   | 3    | 4       |
| 13                  | Hồng Kông (HKG)          | 0    | 1   | 1    | 2       |
| 14                  | Indonesia (INA)          | 0    | 0   | 6    | 6       |
| 15                  | Malaysia (MAL)           | 0    | 0   | 3    | 3       |
| 16                  | Israel (ISR)             | 0    | 0   | 2    | 2       |
| Tổng số (16 đơn vị) | Tổng số (16 đơn vị)      | 112  | 112 | 126  | 350     |